# جو يونغ (لاعب كرة قدم أمريكية أمريكي)
جو يونغ (بالإنجليزية: Joe Young)‏ هو لاعب كرة قدم أمريكية أمريكي، ولد في 2 يونيو 1988 في درم في الولايات المتحدة.

## وصلات خارجية
- جو يونغ (لاعب كرة قدم أمريكية أمريكي) على موقع مرجع كرة القدم المحترفة.كوم (الإنجليزية)